# Yeldi Louison
Yeldi Marie Louison (* 11. November 1991 in Quatre Bornes) ist eine mauritische Badmintonspielerin. 

## Karriere
Yeldi Louison wurde 2009 bei den Mauritius International Dritte im Damendoppel mit Marlyse Marquer. Ein Jahr später war sie in der gleichen Disziplin mit Leisha Cooper erfolgreich.

## Sportliche Erfolge
| Saison | Veranstaltung                 | Disziplin   | Platz | Name                            |
| ------ | ----------------------------- | ----------- | ----- | ------------------------------- |
| 2009   | Mauritius International       | Damendoppel | 3     | Marlyse Marquer / Yeldi Louison |
| 2010   | Mauritius International       | Damendoppel | 1     | Leisha Cooper / Yeldi Louison   |
| 2014   | Badminton-Afrikameisterschaft | Damendoppel | 1     | Kate Foo Kune / Yeldi Louison   |

## Referenzen
- Yeldi Louison beim Badminton-Weltverband

| Personendaten    | Personendaten                  |
| ---------------- | ------------------------------ |
| NAME             | Louison, Yeldi                 |
| ALTERNATIVNAMEN  | Louison, Yeldi Marie           |
| KURZBESCHREIBUNG | mauritische Badmintonspielerin |
| GEBURTSDATUM     | 11. November 1991              |
| GEBURTSORT       | Quatre Bornes                  |